# Gerda Blisse
Gerda Blisse (* 29. August 1923) war eine deutsche Schauspielerin.

## Leben und Wirken
Über Gerda Blisses Werdegang ist kaum etwas bekannt. Sie erhielt (siehe RKK-Akte) ihre künstlerische Ausbildung in der Endphase des Dritten Reichs, Festengagements bis 1945 sind jedoch nicht feststellbar. Nach dem Krieg war sie 1947 an Berlins Märchenbühne Hilde Berg engagiert, danach wirkte sie offenbar in der DDR, wo sie 1950 auch ihren Einstand vor der Kamera mit einer winzigen Rolle in der bekannten Märchenverfilmung Das kalte Herz gab. 
Wohl Mitte der 1950er Jahre übersiedelte sie nach West-Berlin bzw. in die Bundesrepublik, wo sie laut Deutsches Bühnen-Jahrbuch jedoch zumeist ohne Festengagement blieb und stattdessen Tourneetheater spielte. Mit Beginn der 1960er Jahre, als der Regisseur Will Tremper ihr Nebenrollen in seinen Kinoinszenierungen Flucht nach Berlin und Die endlose Nacht gab, trat Gerda Blisse auch wieder gelegentlich vor die Kamera. In der Oscar-preisgekrönten Grass-Verfilmung Die Blechtrommel verkörperte die Künstlerin das Fräulein Spollenhauer. Gerda Blisse hat zwischen 1948 und 1965 auch in Hörspielen mitgewirkt. Bis Mitte der 1980er Jahre ist sie mit Wohnadresse in Berlin nachweisbar.

## Filmografie
- 1950: Das kalte Herz
- 1960: Elisabeth von England
- 1960: Flucht nach Berlin
- 1962: Genosse Münchhausen
- 1963: Die endlose Nacht
- 1964: Jenny und der Herr im Frack
- 1964: Das Ungeheuer von London-City
- 1965: Playgirl
- 1966: Cliff Dexter (TV-Serie, eine Folge)
- 1966: Rockys Messer
- 1972: Als vermißt gemeldet
- 1973: Zu Gast in unserem Land (TV-Serie, eine Folge)
- 1975: Die neuen Leiden des jungen W.
- 1978: Die Blechtrommel